# Чемпионат мира по современному пятиборью среди женщин 1989
IX Чемпионат мира по современному пятиборью среди женщин 1989 года проводился в городе Вена  Австрия.
Чемпионат мира собрал всех сильнейших пятиборок планеты. Чемпионки мира 1988 года и чемпионки Европы 1989 года - сборная Польши, неоднократные призёры чемпионатов сильные сборные Франции, США, ФРГ, Италии и Венгрии.

## Команда СССР
Команда СССР прибыла на чемпионат в следующем составе: чемпионка СССР 1989 года Жанна Горленко, 19-летняя Марина Наумова (чемпионка СССР среди девушек 1988 года), серебряный призёр чемпионата СССР 19-летняя Жанна Долгачева и Татьяна Чернецкая, вернувшаяся в большой спорт после дисквалификации в 1986 году. Чемпионка мира 1986-1987 года в личном первенстве Ирина Киселёва в этом году не набрала своей лучшей формы, неудачно выступила на Чемпионате Европы, и по этому не была включена в состав команды. Старший тренер - Киселёв Владимир Петрович.
По решению тренерского совета выступать на чемпионате было доверено - Жанне Горленко, Татьяне Чернецкой и дебютантке мировых первенств Марине Наумовой.
К большому сожалению именно наши опытные спортсменки оказались подготовлены не лучшим образом. Жанна Горленко второй год подряд провалила конкур и слабо провела фехтование, а у Татьяны Чернецкой пик спортивной формы, похоже, миновал и она выступила не очень уверенно в верховой езде, стрельбе и фехтовании. В итоге Чернецкая заняла 33 место, а Горленко была 56-й (одно из последних мест).
Второй год подряд женская сборная СССР полностью заваливает мировые первенства. Второй год подряд в состав команды ставятся спортсменки, которые оказываются не в лучшей спортивной форме. В 1988 году - И. Шухавцова, Ж. Горленко и в 1989 году Т. Чернецкая и опять Ж. Горленко.
На этом фоне отличным выглядит выступление 19-летней Марины Наумовой, она не растерялась в компании сильнейших пятиборок мира и заняла достойное высокое 5 место. По итогам выступления на чемпионате мира Марине Наумовой было присвоено звание "Мастер спорта СССР международного класса" по современному пятиборью.

## Результаты
| Дисциплина           | Золото                                                | Серебро                                     | Бронза                                               |
| Индивидуальный зачёт | США · Лори Норвуд                                     | Венгрия · Ирен Ковач                        | Франция · Каролин Делемер                            |
| Командный зачёт      | Польша · Дорота Идзи · Ивона Дамбровска · Анна Сулима | США · Лори Норвуд · Ким Арата · Терри Льюис | Италия · Ф. Фогетти · Б. Бокколари · Ф. Алессандрини |

## Распределение наград
| Место  | Страна  | Золото | Серебро | Бронза | Всего |
| ------ | ------- | ------ | ------- | ------ | ----- |
| 1      | США     | 1      | 1       | 0      | 2     |
| 2      | Польша  | 1      | 0       | 0      | 1     |
| 3      | Венгрия | 0      | 1       | 0      | 1     |
| 4      | Франция | 0      | 0       | 1      | 1     |
| 5      | Италия  | 0      | 0       | 1      | 1     |
| Totale | Totale  | 2      | 2       | 2      | 6     |

### Индивидуальный зачёт
| 1  | Л. Норвуд      | США     | 5315 |
| 2  | И. Ковач       | Венгрия | 5222 |
| 3  | К. Делемер     | Франция | 5198 |
| 4  | И. Дамбровская | Польша  | 5135 |
| 5  | М. Наумова     | СССР    | 5113 |
| 6  | Д. Идзи        | Польша  | 5083 |
| 33 | Т. Чернецкая   | СССР    | 4661 |
| 56 | Ж. Горленко    | СССР    | 3834 |

### Командный зачёт
| 1  | Польша       | 15260 |
| 2  | США          | 15128 |
| 3  | Италия       | 14845 |
| 4  | ФРГ          | 14821 |
| 5  | Венгрия      | 14686 |
| 6  | Чехословакия | 14306 |
| 13 | СССР         | 13590 |